# Going for the One (Album)
Going for the One ist das zehnte Musikalbum der englischen Progressive-Rock-Band Yes und ihr achtes Studioalbum.

## Entstehung
Die ersten Ideen für das noch unbetitelte Nachfolgealbum zu Relayer (1974) entstanden während der Yes-Tour vom 28. Mai 1976 bis 22. August 1976, bei der insgesamt 53 Shows gespielt wurden. Bereits während dieser Tour wurde unter dem Titel High Vibration eine frühe, zweieinhalbminütige Version des späteren Album-Titels Awaken gespielt. Es handelte sich dabei um den Anfang des Stückes, den der damalige Yes-Keyboarder Patrick Moraz maßgeblich komponiert hatte, weshalb dieser an der Entstehung von Going for the One durchaus beteiligt war. Da er jedoch im Laufe der Arbeiten am Album durch seinen Vorgänger Rick Wakeman ersetzt wurde, wurde dies auf dem Album nicht vermerkt. Moraz erhielt für seine musikalischen Beiträge zu Going for the One auch kein Geld, was in der Folge zu einigen rechtlichen Auseinandersetzungen zwischen ihm und der Band führte. So geht etwa die Akkordfolge am Beginn von Awaken allein auf Moraz zurück und ist deshalb auch in seinem Lied Time for a Change von seinem Soloalbum Out in the Sun (1977) zu hören.
Die Aufnahmen für das Yes-Album Going for the One begannen unmittelbar nach dem Ende der Tour im September 1976 in Montreux am Genfersee. Die dortigen Mountain Studios waren der einzige Ort, auf den sich die Yes-Musiker einigen konnten. Nach dem anspruchsvollen Tales from Topographic Oceans, auf das das eher aggressive Album Relayer folgte, wollten Yes mit ihrem neuen Album bewusst zu einer zugänglicheren Musik und einer positiveren Grundstimmung zurückkehren, was zu Differenzen mit Moraz führte, der den experimentellen, vom Jazz beeinflussten Stil von Relayer bevorzugte; hinzu kamen Schwierigkeiten in der Zusammenarbeit von Moraz und Gitarrist Steve Howe, was die anderen Gruppenmitglieder als Behinderung der Arbeit am neuen Album empfanden und weshalb sie nach einer Lösung suchten, die sich später in einer Trennung von Moraz fand.
Als sich im November 1976 die Chance bot, Rick Wakeman wieder in die Band zu holen, betrieb vor allem Bandmanager Brian Lane dessen Rückkehr. Lane (zu diesem Zeitpunkt auch Manager von Wakeman) betrachtete dabei vor allem wirtschaftliche Aspekte. Wakeman hatte zwar mit Journey to the Centre of the Earth, The Myths and Legends of King Arthur and the Knights of the round Table und No Earthly Connection hintereinander drei höchst erfolgreiche Soloalben vorgelegt – war damit als populärer Künstler natürlich auch ein Garant für höhere Verkaufszahlen der Yes-Produkte –, hatte andererseits mit seinen aufwendigen Tourneen zu Journey to the Centre of the Earth und King Arthur (die er zum Teil mit Orchester durchführte) wiederum auch viel Geld verloren.
Auf eine erste Anfrage des Yes-Roadmanagers Alex Scott im Oktober 1976 reagierte Wakeman zurückhaltend, schließlich hatte er Yes 1974 aus musikalischen Gründen verlassen, da er zur Musik von Relayer keinen Zugang gefunden hatte. Das erneute Angebot der Band zur Zusammenarbeit war deshalb entsprechend vorsichtig formuliert: man wollte Wakeman dafür bezahlen, als Sessionmusiker am neuen Album mitzuarbeiten. Darauf ließ sich Wakeman schließlich ein. Als man ihm jedoch das Band mit den ersten Skizzen der Songs von Wonderous Stories und Going for the One zugesandt hatte, erkannte Wakeman, dass die Band wieder zu dem alten Songformat zurückgekehrt war und erwog, an Going for the One mitzuarbeiten.
Auf einer Party des Warner-Bros.-Europe-Chefs Claude Nobs sprach Chris Squire schließlich mit Wakeman über dessen Status als Sessionmusiker. Es werde, so eröffnete ihm Squire, für die Band problematisch sein, einen Keyboarder zu finden, der Wakemans Beiträge auf der bevorstehenden Tour spielen könne. Schon am nächsten Morgen war in der Musikzeitschrift Melody Maker der Aufmacher zu lesen: "Wakeman rejoins Yes" (Wakeman kehrt zu Yes zurück).
Wakeman kehrte auch deshalb zurück, weil ihm die anderen Bandmitglieder Freiheiten in Bezug auf seine Soloaktivitäten gaben. Die gemeinsamen Arbeiten an Going for the One zogen sich dann bis zum Mai 1977 hin, verliefen jedoch, verglichen mit früheren Studioaufnahmen, vergleichsweise reibungslos. Rick Wakeman genoss die Zeit in Montreux sogar so sehr, dass er noch eine Weile in der Schweiz wohnen blieb. Nur Steve Howe litt unter dem zunehmenden Stress der vielen Konzerttourneen und Aufnahmesessions.

## Veröffentlichung
Unmittelbar nach der Veröffentlichung des Albums stellte Frank Laufenberg dieses im SWF-"Pop Shop" vor und erzählte dabei verschiedene Anekdoten zu den Aufnahmen, zum Beispiel, dass die Kirchenorgel bei den Musikstücken Parallels und Awaken von Rick Wakeman in der Kirche von Vevey live eingespielt werden konnte, da die Kirche mit dem Studio verkabelt worden war und so hierbei echte Liveaufnahmen möglich wurden.

## Titelliste
1. Going for the One (Anderson) – 5:32
2. Turn of the Century (Anderson/Howe/White) – 7:55
3. Parallels (Squire) – 5:58
4. Wonderous Stories (Anderson) – 3:50
5. Awaken (Anderson/Howe) – 15:38

Going for the One wurde 2003 remastert und von Rhino Records mit den folgenden Bonustracks wiederveröffentlicht:
1. Montreux's Theme (Howe/Squire/Anderson/White) – 2:38
2. Vevey (Revisited) (Anderson/Wakeman) – 4:46
3. Amazing Grace (Trad. Arr. Squire) – 2:36
4. Going for the One (Rehearsal) (Anderson) – 5:10
5. Parallels (Rehearsal) (Squire) – 6:21
6. Turn of the Century (Rehearsal) (Anderson/Howe/White) – 6:58
7. Eastern Number (Frühe Version von Awaken) (Anderson/Howe) – 12:16

Anmerkungen
- Die Kirchenorgel auf dem Album wurde aus St. Martin im Nachbarort Vevey über eine normale Schweizer Telefonleitung aufgenommen, deren Qualität für die Aufnahme ausreichte. Dort entstanden auch die Aufnahmen für Vevey, ein Orgel/Harfe-Duett Wakemans mit Anderson, das erstmals 1991 im Rahmen der Compilation YesYears erschien.
- Der Song Going for the One war bereits 1974 oder 1975 entstanden.
- Der Text von Turn of the Century bezieht sich auf den antiken Pygmalionmythos und die Oper La Bohème.
- Parallels war ein Song von Chris Squire, den er nicht mit auf sein Soloalbum Fish Out of Water genommen hatte und der für Going for the One von der Band überarbeitet wurde.
- Die Nahtstelle zwischen den von Moraz erarbeiteten und den Teilen von Awaken, die stärker von der restlichen Band beeinflusst wurden, ist bis heute zu hören: Während der Eingangsteil von verminderten Jazzakkorden geprägt ist, dominieren in den restlichen Teilen die Durakkorde des Quintenzirkels. Der Beginn des Gitarrensolos bei 2:50 war zunächst Teil eines Solostückes von Steve Howe.
- Amazing Grace wurde von Chris Squire von 1980 bis 1992 auf allen Touren als Basssolo gespielt (insgesamt 298-mal).
- Die frühe Version von Turn of the Century zeigt, wie eng die Entstehung von Going for the One mit den Soloprojekten der Bandmitglieder verknüpft ist. Das Stück beginnt und endet mit denselben Gitarrenläufen wie Surface Tension von Steve Howes Soloalbum The Steve Howe Album (1979), während ein Mittelteil (ab 2:53) mit Abschnitten von Silently Falling von Chris Squires Soloalbum Fish Out of Water nahezu identisch ist.
- Ein Bonustrack auf der Rhino-Wiederveröffentlichung des Nachfolgealbums Tormato, Everybody's Song (eine frühe Version von Does It Really Happen?, das letztlich auf Drama (1980) zu hören war), stammt aus der Zeit zwischen Relayer und Going for the One und wurde vermutlich mit Moraz aufgenommen.

## Singleauskopplungen
- Wonderous Stories (3.45)/Parallels (5.52) 1977 Atlantic ATL 10999 (UK), erreichte im September 1977 Platz 7 in den englischen Charts
- Going for the One (3.40)/Awaken pt. 1 (6.40) 1977 Atlantic K 11047 (UK)
- Going for the One/Turn of the Century 1977 (UK)
- Parallels/Wonderous Stories 1977 (UK)
- Awaken/Keine B-Seite 1977 (UK)
- Going for the One/Parallels Atlantic K 10985 (UK)
- Wonderous Stories (3.45)/Wonderous Stories 1977 Atlantic 3416 (US)
- Wonderous Stories (3.45)/Awaken pt. 1 (6.40) 1977 Atlantic 3416 (US)
- Turn of the Century/Wonderous Stories 1977 Atlantic K 10036 (B)

## Cover
Das Cover ist sehr futuristisch, es zeigt einen nackten Mann, der mit dem Rücken zum Betrachter vor der Fotomontage einer modernen Skyline steht. Die Gebäude stammen aus Century City in Los Angeles. Verschiedenfarbige gemusterte Linien umgeben Mann und Gebäude. Das Bild steht vermutlich  für den Gegensatz zwischen dem natürlichen Zustand des Menschen (repräsentiert durch die Nacktheit des Mannes) und seinen hochkultivierten, den ersteren einzwängenden Zustand, repräsentiert durch die abweisenden Fassaden der Hochhäuser.
Erstmals seit The Yes Album wurde mit Going for the One ein Yes-Cover nicht vom Fantasykünstler Roger Dean gestaltet. Das Design übernahm stattdessen Storm Thorgersons Firma Hipgnosis. Allerdings wurde das von Dean entworfene klassische Yes-Logo übernommen. Es wurde auf die Außenlinien reduziert und mit dem Albumtitel integriert.

## Rezeption
Das Album bedeutet in mehrerer Hinsicht einen Bruch in der musikalischen Entwicklung der Band: Fünf Jahre nach Fragile (1972) fanden sich erstmals wieder mehr als vier Songs auf einem Yes-Studioalbum, das Doppelalbum Tales from Topographic Oceans mitgerechnet. Die Songs sind deutlich straffer organisiert, abgesehen von dem Longtrack Awaken gibt es keine längeren Instrumentalpassagen mehr, die die beiden Vorgängeralben noch dominiert hatten. Die Stücke sind deutlich einfacher strukturiert, auch Awaken, das harmonisch letztlich weitgehend auf dem Quintenzirkel und melodisch auf einer Figur dreier Töne und ihrer Umkehrungen beruht. Going for the One steht deutlicher als jeder andere Yes-Song (mit Ausnahme von All Good People vom The Yes Album (1971)) dem klassischen Rock ’n’ Roll nahe, Parallels (auch wenn es mit einem interessanten Arrangement aufwartet) und Wonderous Stories sind die einfachsten Stücke, die Yes seit Time and a Word (1970) zu bieten hatten. Wonderous Stories eignete sich gar zu einem kleinen Singleerfolg. Dazu kam, dass die Texte der Songs jetzt bis auf einige Ausnahmen ohne weiteres verständlich waren: Going for the One drehte sich um Sport, in Turn of the Century wurde eine kleine Geschichte erzählt. Zudem stammte das Cover nicht von Roger Dean, sondern von Hipgnosis.
Als problematisch wird der lediglich mäßige Sound des Albums erachtet. Die Band hatte beschlossen, sich selbst zu produzieren, das bedeutete, dass jedes Mitglied einen eigenen Mann am Mischpult hatte. Überwacht wurden diese Arbeiten seit langem erstmals nicht von Eddie Offord, sondern von John Timperley und seinem Assistenten David Richards (der auch mit Queen zusammengearbeitet hat). Die klangliche Qualität des Albums liegt damit unter dem Standard, den man in den 1970er Jahren von der Band gewohnt war.
Das Album wurde am 7. Juli 1977 veröffentlicht und von Fans sowie Kritikern gleichermaßen sehr gut aufgenommen, sicherlich nicht zuletzt wegen des Fehlens ausgefallener Experimente, gleichzeitig aber sicher auch wegen Awaken, das viele Fans der Band für die allzu poppig geratenen anderen Beiträge entschädigte. Bis heute gilt es Vielen (darunter Yes-Sänger Jon Anderson) als gelungenstes Yes-Stück. Die Trennung von Patrick Moraz erscheint vor diesem Hintergrund nur folgerichtig. Ein derart harmoniebetontes Album wie Going for the One ist mit Moraz an den Keyboards ebenso schwer vorstellbar wie ein Relayer mit Wakemans Beteiligung. Rick Wakemans von Dur-Harmonien bestimmter Stil passte deutlich besser zu der Musik, die Yes nun machte.

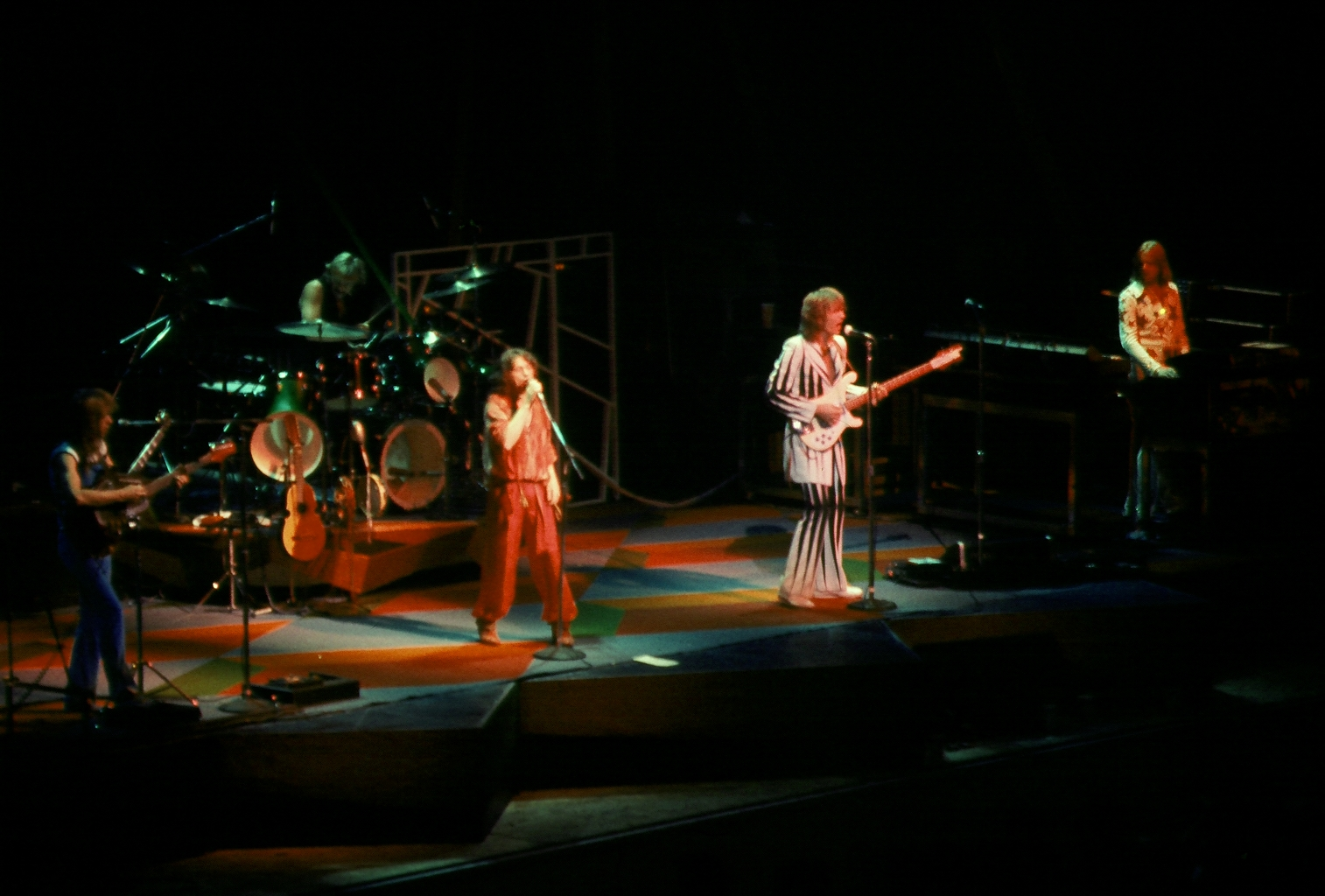
Die Going-for-the-One-Besetzung live in Indianapolis (1977)

## Konzerte
Anderson, Howe, Squire, Wakeman und White zeigten auf der Tour zum Album ihre virtuose Spiellaune. Viele Konzerte waren schnell ausverkauft. Die positive Grundstimmung des Albums wurde von den Musikern erfolgreich ins Publikum weiterkommuniziert.

## Live
Liveaufnahmen von den auf Going for the One enthaltenen Stücken sind auf 9012Live: The Solos, The Word Is Live, Keys to Ascension, The Masterworks, Yesshows, Keys to Ascension 2 und "Like It Is" zu hören.

## Kommerzieller Erfolg

### Chartplatzierungen
Going for the One (Atlantic K 50379) erreichte Platz 1 in den englischen Charts und Platz 8 in den USA.
| ChartsChartplatzierungen       | Höchstplatzierung | Wochen |
| ------------------------------ | ----------------- | ------ |
| Deutschland (GfK)              | 6 (20 Wo.)        | 20     |
| Vereinigte Staaten (Billboard) | 8 (21 Wo.)        | 21     |
| Vereinigtes Königreich (OCC)   | 1 (28 Wo.)        | 28     |

### Auszeichnungen für Musikverkäufe
| Land/Region                  | Auszeichnungen für Musikverkäufe (Land/Region, Auszeichnung, Verkäufe) | Verkäufe |
| ---------------------------- | ---------------------------------------------------------------------- | -------- |
| Frankreich (SNEP)            | Gold                                                                   | 100.000  |
| Vereinigte Staaten (RIAA)    | Gold                                                                   | 500.000  |
| Vereinigtes Königreich (BPI) | Gold                                                                   | 100.000  |
| Insgesamt                    | 3× Gold ·                                                              | 700.000  |